# میخائیل کوزنتسوف (قایقران)
میخائیل کوزنتسوف (روسی: Михаил Николаевич Кузнецов؛ زادهٔ ۱۴ may ۱۹۸۵ (۳۹ سال)) ورزشکار اهل روسیه است.
وی در مسابقات کشوری و بین‌المللی در مجموع برندهٔ ۲ مدال برنز شده‌است.